# 金子隆一 (サイエンスライター)
金子 隆一（かねこ りゅういち、1956年3月11日 - 2013年8月30日）は、日本のサイエンスライター、SF研究家。有限会社コンタクト代表取締役、古脊椎動物学会会員、宇宙エレベーター協会名誉会員、ハードSF研究所所員、CONTACT Japan 会員、宇宙作家クラブ会員。

## 概要
兵庫県神戸市に生まれ、大阪で育つ。中央大学杉並高等学校を経て、中央大学商学部で経営学を専攻、1978年に同大学卒業。高校時代は地学部の天文班に所属。大学在籍中から執筆活動をはじめ、一般科学雑誌などを活躍の場とする。1980年代には『メカニックマガジン』（ワールドフォトプレス）、さらに1990年代にかけては「最新科学論」シリーズ（学研）や『恐竜学最前線』（同）、1990年代中頃は『科学朝日』（朝日新聞社）、2000年代には『ディノプレス』（オーロラ・オーバル社）などで広く記事を執筆。恐竜などの古生物学から生命科学、宇宙科学など幅広い分野にまたがって一般向けの科学解説や科学書を執筆、そのかたわら科学系テレビ番組やイベント監修等にも関与した。

### SF関連
熱心なSFファンであり、特にハードSFを好み、SF作品の科学的考察に関する記事・著作も多数ある。大学在籍中はSF研究会に所属。1980年の第1回SFセミナーでは「SFにおけるサイエンスの意味」と題して講演。1982年に石原藤夫のすすめでハードSF研究所に参加。1980年代の『ログイン』誌ではSF小説のレビューを担当。1988年には第14回ハヤカワ・SFコンテストに応募した「葉末をわたる風」が佳作に選ばれる。なお著書（共著含む）は星雲賞ノンフィクション部門の参考候補作に6回挙がったことがあり、さらに2001年には『新世紀未来科学』が第22回日本SF大賞の候補作にもなった。
ファーストコンタクトのシミュレーションイベント「Contact Japan」に主要メンバーとして参加。
1986年に日本ロボット学会誌が「ロボットとイマジネーションの世界」を特集した際には石原と共著で「SFに登場するロボットたち」という解説記事を寄稿。2004年には計測自動制御学会の学会誌の「小説・漫画・映画に登場した先端科学技術」特集で「科学技術の予見者としてのSF その実態と機能」と題したSF的見地からの解説記事を寄稿している。

### アニメ関連
所属していたSF研究会の先輩に、のちにアニメ雑誌『ファンロード』編集長となる浜松克樹がおり、その紹介をうけて、よみうりテレビ系連続アニメ『宇宙空母ブルーノア』（1979〜1980年）のSF考証を担当し、日本のアニメ史上初めて軌道エレベータを登場させた。以来、アニメのSF・科学設定や考証にも携わるようになる。本人のインタビューによれば、『ルパン8世』や『火の鳥2772 愛のコスモゾーン』などにも関わったという。
NHK『天才てれびくん』の1コーナーとして放送されたアニメ『恐竜惑星』（1993年4月から翌年1月）の企画に参加し、その設定とストーリーの基礎を構築。続いて同じ枠の『ジーンダイバー』（1994年4月から翌年1月）と『救命戦士ナノセイバー』（1997年4月から翌年1月）においてもそのSF設定を担当した。そのためこの3作品はハードSF志向が強く、また「人間がコンピュータシミュレーションによって作られたバーチャル世界に入って活動する」という共通した設定を持ち、どれも制作に実写やCGを併用しているため、それぞれ基本的に独立した作品であるにも関わらずファンの間ではバーチャル3部作と呼ばれている。
2001年公開の劇場アニメ『カウボーイビバップ 天国の扉』では設定協力（小林伸光、今掛勇、河森正治と共同）として、2002年放映のTVアニメ『ラーゼフォン』では設定考証（野崎透と共同）、劇場アニメ『WXIII 機動警察パトレイバー』では科学監修として制作に参加している。
2009年にはふたたびNHKアニメ『エレメントハンター』及びその漫画版（中島諭宇樹）でSF設定を担当し、こちらもハードSF志向が強い作品となっている。

### 漫画関連
軌道エレベータの実現を目指すという内容の的場健『まっすぐ天（そら）へ』（講談社、2004）で設定考証を務めた。金子は文庫版『軌道エレベーター 宇宙へ架ける橋』の巻末対談の中で、不完全に終わったこの作品の続編構想について触れている。
また、漫画家の山本貴嗣は大学時代の後輩であり、『SABER CATS』の単行本に協力者として金子の名前が出てくる。

### 古生物・恐竜関連
古くは22歳の頃に『少年ジャンプ増刊 恐竜・SF大特集』（『週刊少年ジャンプ』1978年8月20日増刊号）にて恐竜解説記事を執筆しているのが確認されている。ライターとなってからは、古生物の取材で海外の学会や発掘現場へも精力的に赴いていた。
1994年に放映されたNHKスペシャル『生命 40億年はるかな旅』第4回「花に追われた恐竜」について、その結論ありきで作られた荒唐無稽な内容を批判し、雑誌『科学朝日』上で論争となった。その後もたびたび著書内で批判している。
『たけしの万物創世紀』第2回「もうひとつの恐竜伝説」（1995年10月31日放送）と第22回「ティラノサウルスの伝説」（1996年4月16日放送）では實吉達郎や金子のアシスタントだった中野美鹿と監修を務めた（中野は第22回では監修ではなくリサーチ担当）。
1999年発売のプレイステーション用ゲームソフト『アクアノートの休日2』では、古生物の監修を担当した。
同年にイラストレーターの山本聖士が主催する同人サークル「ぐるーぷ三畳一間」の古生物同人誌『PANGEA パンゲア』に寄稿している。
2000年代にはUHA味覚糖が海洋堂と協力して販売した古生物フィギュアの食玩シリーズ「チョコラザウルス」で古生物の解説を担当した。
知人である漫画家所十三の恐竜漫画『DINO2』連載時に膨大な論文資料を提供したが、英文だったために所が全く活用できなかったという逸話もある。
恐竜の学説については、鳥類との関係において執筆記事や著書内でBCF理論やプロトアビスを好意的に紹介していた。また、白亜紀末の大量絶滅の原因としてスーパープルーム説を支持していた。
金子はサイエンスライターとして幅広い分野で執筆していたが、松浦晋也によると、金子自身が終生のテーマとしていたのは古生物と恐竜だったという。

### その他
『ファンロード』誌上で連載された浜松の小説『餓豚伝』には「食の師・K子先生」として金子が登場している。実際、食に対する情熱が大きかったことで周囲に知られている。
若い頃にはバレエ雑誌にも執筆し、海外ではバレエ公演を頻繁に鑑賞するほどのバレエ愛好家だった。好きが高じて『天井桟敷通信』という自費のパンフレットも発行していたという。「日本バレエの母」として知られるエリアナ・パヴロワの妹ナデジダと生前親交があった。
共著がある長尾衣里子と中野美鹿はともに金子の弟子である。

### 晩年
もともと糖尿病を患っていたところ、
2013年の夏前に脳内出血で入院、その後リハビリしていたが8月28日に脳出血が再発、8月30日の午後に死去した。57歳没。
直前には、テレビドラマ『怪奇大作戦 ミステリー・ファイル』に科学考証として携わっていた。
『S-Fマガジン』2013年12月号にて金子の追悼小特集が組まれ、追悼エッセイや過去の連載原稿再録とともに、裳華房より刊行予定だった『中生代のシー・モンスター ―魚竜・クビナガ竜・モササウルス―』の第1章（第1稿）が掲載された。
2015年には、有人宇宙飛行とテラフォーミングを扱った解説書『人類が火星に移住する日』にて、執筆済みだった遺稿「宇宙の大鉱物資源としての小惑星と彗星」が補遺として収録された。編著者の矢沢潔によると、本書の制作決定時には多数の記事執筆に意欲を示していた金子だったが、その直後に死去したという。

## 著作
- 『宇宙・SFの世界 空想と科学の出会い』（集英社、モンキー文庫、1978） - 柴野拓美が監修。
- 『SF次元へのパスポート』（住宅新報社、U-BOOKS、1978年）- 柴野拓美が監修。倉又義克、小山内新共著。
- 『スペース・ツアー』（講談社、講談社現代新書、1987） - 第19回（1988年度）星雲賞ノンフィクション部門参考候補作[15]。
- 『恐竜大論争！』（JICC出版局、JICCブックレットAcute、1990） - 編者として表記されているが、事実上の著者。
- 『恐竜大絶滅の謎 6500万年前地球に何が起こったか』（学研、学研ジュニアBOOKS、1990）
- 『よくわかる宇宙論 ニュートンの無限宇宙からホーキングの新理論まで』（日本文芸社、ラクダブックス、1991）
- 『もっとわかる進化論』（日本実業出版社、1992）
- 『新恐竜伝説 最古恐竜エオラプトルから恐竜人類まで、恐竜学の最先端！』（早川書房、1993） - のち1997年にハヤカワ文庫NFから改訂増補版。
- 『覇者・恐竜の進化戦略』（早川書房、ハヤカワ文庫NF、1994）
- 『恐竜学のすすめ』（裳華房、ポピュラーサイエンス、1994）
- 『小惑星地球異常接近 宇宙科学が解明した地球崩壊の可能性』（光文社、カッパ・ブックス、1994）
- 『殺人ウイルス 未知の病原体が人類を襲う！』（二見書房、1995）
- 『陸・海・空ビックリ大計画99 大人のための乗り物図鑑』（二見書房、二見WAi-WAi文庫、1995）
- 『イラスト図解 謎と不思議の生物史』（同文書院、1996） - イラストは北村雄一、山本聖士、本多成正が担当。
- 『テラフォーミング 〈異星地球化計画〉の夢』（NTT出版、1996）
- 『ダーウィンの憂鬱 ヒトはどこまで進化するのか』（祥伝社、1997）
- 『ファースト・コンタクト 地球外知性体と出会う日』（文藝春秋、文春新書、1998） - 第30回（1999年度）星雲賞ノンフィクション部門参考候補作[15]。
- 『哺乳類型爬虫類 ヒトの知られざる祖先』（朝日新聞社、朝日選書、1998）
- 『ヒトとアリどちらが働き者か 時間生物学からみた「仕事」と「ゆとり」の研究』（祥伝社、1998）
- 『大絶滅。』（実業之日本社、1999） - 第31回（2000年度）星雲賞ノンフィクション部門参考候補作[15]。
- 『ゲノム解読がもたらす未来』（洋泉社、洋泉社新書y、2001）
- 『新世紀未来科学』（八幡書店、2001） - 第33回（2002年度）星雲賞ノンフィクション部門参考候補作[15]。第22回日本SF大賞候補作。
- 『最新恐竜学レポート』（洋泉社、2002）
- 『究極のサイエンス 不老不死』（八幡書店、2006）
- 『知られざる日本の恐竜文化』（祥伝社、祥伝社新書、2007） - あくまで本のテーマに絡めてだが、アニメやオタクについての記述がある。
- 『徹底図解 船のしくみ』（新星出版社、2008） - カバーや表紙・奥付には著者表記がないが、目次と「はじめに」に執筆者として記名あり。
- 『大量絶滅がもたらす進化』（ソフトバンククリエイティブ、サイエンス・アイ新書、2010）
- 『徹底図解 恐竜の世界』（新星出版社、2010） - 監修と表記されているが、執筆も金子が担当。イラストは山本匠、山本聖士、いずもり・よう。
- 『アナザー人類興亡史 人間になれずに消滅した“傍系人類”の系譜』（技術評論社、2011）
- 『ぞわぞわした生きものたち 古生代の巨大節足動物』（ソフトバンククリエイティブ、サイエンス・アイ新書、2012）

### 石原藤夫との共著
- 『相対性理論なるほどゼミナール』（日本実業出版社、1984）
- 『超人工知能 人類の後継者は「ヒト」か「機械」か』（PHP研究所、1985）
- 『SFキイ・パーソン＆キイ・ブック』（講談社現代新書、1986） - ハードSFを軸とした、サイバーパンク前までのSF史を概観。第18回（1987年度）星雲賞ノンフィクション部門参考候補作[15]。
- 『軌道エレベータ 宇宙へ架ける橋』（裳華房、ポピュラーサイエンス、1997） - 世界初の軌道エレベータ解説書。第29回（1998年度）星雲賞ノンフィクション部門参考候補作[15]。
  - 『軌道エレベーター 宇宙へ架ける橋』（早川書房、ハヤカワ文庫NF、2009） - 上の本の文庫化。巻末にあった「SF作品リスト」を除き、代わりに宇宙エレベーター協会会長の大野修一と金子の対談を収録。

### 望獲つきよとの共著
- 『宇宙生命99の謎』（二見書房、二見WAiWAi文庫、1996）
- 『図解クローン・テクノロジー』（同文書院、1997） - 望獲は「押山さおり」名義で執筆。
- 『21世紀アッと驚く大予言』（二見書房、二見WAi-WAi文庫、2000）
- 『面白いほどよくわかる宇宙の不思議』（日本文芸社、2006） - 半田利弘が監修。

### その他の共著
- 『SF雑学クイズ マニア感覚をテストする』（住宅新報社、Uブックス、1978） - 柴野拓美が監修。倉又義克、小山内新、浅井修との共著。構成が「SFメディア研究会」となっているが、これは1977年夏に横浜で開催された第16回日本SF大会（HINCON）用のクイズ制作を担当したスタッフが基になっており、その一員だった金子は大学4年時に本書の執筆に参加[9]。
- 『宇宙論が楽しくなる本』（JICC出版局、別冊宝島116、1990） - 執筆者の1人として参加。
- 『巨大恐竜はなぜ消えたか?! 恐竜絶滅の謎』（学習研究社、学研のドッキンシリーズ、1990） - 構成を担当。
- 『最新・恐竜進化論』（JICC出版局、別冊宝島EX、1992） - 「恐竜を理解するキーワード」「恐竜蘇生のゆめは実現するか？」「氷点下の世界に生きた恐竜たち」を執筆。
- 『ティラノサウルスは女王に率いられていた』（ポケットブック社、1993） - グループ「ジュラシック」との共著。長尾衣里子も執筆メンバーにいる。
- 『「恐竜」大ロマン99の謎』（二見書房、二見WAi-WAi文庫、1993） - 長尾衣里子との共著。
- 『禁断の超「歴史」「科学」』（新人物往来社、別冊歴史読本特別増刊《これ一冊でまるごとわかる》シリーズ、1994） - 「当世恐竜ギョーカイ事情｣を執筆。
- 『進化にワクワクする本』（朝日新聞社出版局、朝日ワンテーママガジン45、1995） - 全体の半分ほどを執筆。
- 『大進化する「進化論」 生命の企みはどこまで見えたか』（NTT出版、1995） - 中野美鹿との共著。
- 『翼竜の謎 翼竜・首長竜・魚竜の時代』（二見書房、1995） - 長尾衣里子・中野美鹿との共著。
- 『最新恐竜事典 分類・生態・謎・情報収集』（朝日新聞社、1996） - 編者・著者として参加。本田成正、中野美鹿、大迫公成との共著。
- 『恐竜』（学習研究社、ニューワイド学研の図鑑、2000） - 執筆者の1人として参加。2010年の増補改訂版も。
- 『恐竜学がわかる』（アエラムック66、2001） - 執筆者の1人として参加。
- 『恐竜の時代』（学習研究社、学研の大図鑑、2002） - 執筆者の1人として参加。
- 『始まりの科学』（ソフトバンククリエイティブ、サイエンス・アイ新書、2007） - 長野敬、ハインツ・ホライス、新海裕美子、矢沢潔との共著。
- 『自然界をゆるがす「臨界点」の謎』（技術評論社、2009） - 矢沢潔、ハインツ・ホライス、新海裕美子、木幡たけ士らとの共著。
- 『ノーベル賞の科学 物理学賞編』（技術評論社、2009） - 矢沢サイエンスオフィスとの共著。
- 『ノーベル賞の科学 生理学医学賞編』（技術評論社、2009） - 矢沢サイエンスオフィスとの共著。
- 『ノーベル賞の科学 化学賞編』（技術評論社、2010） - 矢沢サイエンスオフィスとの共著。
- 『この一冊でiPS細胞が全部わかる』（青春出版社、青春新書INTELLIGENCE、2012） - 新海裕美子との共著、石浦章一が監修。
- 『人類が火星に移住する日』（技術評論社、2015） - 矢沢サイエンスオフィス、竹内薫、新海裕美子との共著。遺稿「宇宙の大鉱物資源としての小惑星と彗星」を収録。

### 監修
- 『ザ・恐竜最新の謎100』（学習研究社、ムテキ・ブックス9、1993）
- 伴俊男『恐竜世界のひみつ』（学習研究社、学研まんが 新・ひみつシリーズ、2003）
- 小沼洋一『恐竜化石のひみつ』（学習研究社、学研まんが 新・ひみつシリーズ、2007）
- 『発見 宇宙ってこんな！』（日本文芸社、2009）

## 解説など
- 『宇宙空母ブルーノア超百科』（立風書房、ポケットジャガー超百科シリーズ、1980年） - 設定の記述や用語集「ブルーノア用語超辞典」を金子が執筆。当時大学生だった後輩の山本貴嗣も金子のアシスタントとして一部を執筆している[42]。子供向きの本にもかかわらず硬派な内容となっている。
- 「生命史35億年の中のさまざまな大絶滅」『ザ・ロストアニマルズ 絶滅した動物たち』pp. 32-35（小学館、1993年8月）
- 谷口ジロー『原獣事典』（双葉社、アクションコミックス、1998） -  1991年に出た連作短編集の復刊で、金子は収録作品にまつわる絶滅生物の解説を執筆している[43]。
- リカルド・デルガード『恐竜たちの時代』（青心社、2001）[44] - セリフ無しコミック Age of Reptiles の翻訳書。レイ・ハリーハウゼンが献辞を寄せている。
- 『チョコラザウルスハンドブック 恐竜・古代生物フィギュアコレクション』（勁文社、2001）
- NTT出版 編『チョコラザウルス公式ファンブック ダイノテイルズシリーズ1』（NTT出版、2001）
- NTT出版 編『チョコラザウルス公式ファンブック ダイノテイルズシリーズ2』（NTT出版、2001）
- NTT出版 編『チョコラザウルス公式ファンブック ダイノテイルズシリーズ3』（NTT出版、2002）
- 「TOKYO JUPITER とは何か？」『Rahxephon BIBLE ［解析フェイズ］』pp. 22-25（角川書店、2002）。

### SF作品の解説
- マイクル・マッコーラム『アンタレスの夜明け』（早川書房、ハヤカワ文庫SF、1990）
- ドナルド・モフィット『創世伝説』（早川書房、ハヤカワ文庫SF、1990）
- ポール・アンダースン『タウ・ゼロ』（東京創元社、創元SF文庫、1992）
- アーサー・C・クラーク『イルカの島』（早川書房、ハヤカワ文庫SF、1994）
- フィリップ・ワイリー＆エドウィン・バーマー『地球最後の日』（東京創元社、創元SF文庫、1998）
- キム・スタンリー・ロビンスン『レッド・マーズ』（東京創元社、創元SF文庫、1998）
- チャールズ・ペレグリーノ『ダスト』（ソニー・マガジンズ、1998） - 文庫版（2002年）には未収録。
- ジェイムズ・P・ホーガン『ミクロ・パーク』（東京創元社、創元SF文庫、2000）
- 豊田有恒『ダイノサウルス作戦』（角川春樹事務所、ハルキ文庫、2000） - 恐竜人類についての言及がある。
- 瀬名秀明『BRAIN VALLEY』（角川書店、角川文庫、2000）
- E・E・スミス『第二段階レンズマン』（東京創元社、創元SF文庫、2002）
- 菅浩江『プレシャス・ライアー』（光文社、カッパ・ノベルス、2003）[45]
- ジェイムズ・P・ホーガン『揺籃の星』（東京創元社、創元SF文庫、2004）[46]
- ロバート・J・ソウヤー『ハイブリッド ―新種―』（早川書房、ハヤカワ文庫SF、2005）
- アーサー・C・クラーク『楽園の泉』（早川書房、ハヤカワ文庫SF、2006） - 1987年版の文庫ではなく、2006年再刊時の文庫解説を担当。

## 連載
- 「ルシファー作戦」『毎日中学生新聞』1985年3月18〜21、23、25〜30日に掲載。
  - 全11回の連載小説で、イラストは長谷川正治が担当。
- 「Future Mechanism（フューチャー・メカニズム）」『メカニックマガジン』1982年5月号〜1987年11月号（1982年6・8・10・12月号と1983年2・4・6・8・12月号は除く）
  - SF的想像力で妄想した架空の未来メカなどをイラスト（長谷川正治が担当）と共にそれらしく解説してゆくという内容で、あくまでフィクション。全58回。
- 「恐竜わんだーらんど」『コミックトム』1993年5月号～1996年8月号
  - 毎回さまざまな恐竜を紹介していくという「恐竜わんだーらんど」は第22回（1995年2月号）までで、第23回からはタイトルが「太古のニューフェイスたち」となり、恐竜以外の古生物を紹介する内容となって続いた。イラストは星野之宣と本多成正が担当。全40回。
- 「SENSE OF REALITY」 『S-Fマガジン』1999年1月号（No.511）〜2013年9月号（No.690）
  - SFネタを絡めつつ最新科学トピックを紹介する1ページコラム。

## 番組

### 制作側で関与
- 『アインシュタイン』（フジテレビ、1990 - 1991年） - テレビ番組。考証として参加。
- 『キッチュのバーチャル・プレイ・ゾーン』（TOKYO FM、1992年 - 1994年） - ラジオ番組。SF研究家の星敬と共にスタッフを務めた。未来考証担当は豊田有恒。

### 出演
- 『ナイトワープ ENO@HOME』1999年10月9日・16日放送回（TOKYO FM）[47][48] - 飯野賢治がパーソナリティを務めたラジオ番組。
- 『モテケン』#39「不老不死」（テレビ東京、2008年1月7日放送）[49] - ゲスト出演。
- 『ガリレオチャンネル』第254回「ちょっと、宇宙に行ってきます」（TOKYO MX、2009年9月19日放送）[50] - 宇宙エレベーターを解説。
- 『コンテンツビジネス最前線 ジャパコンTV』第10回（BSフジ、2013年1月25日放送）[51] - 第一特集「宇宙（そら）へ向けた夢を現実に！」にて、宇宙エレベーターを解説。

## イベント・講演等
- 恐竜展『最後の恐竜王国』（新高輪プリンスホテル、1992年夏） - フジテレビ主催・日清食品特別協賛の恐竜展で、金子はガイドブックの執筆も担当。
- 「多細胞生物の進化の条件」CONTACT Japan 2（YMCA六甲研修センター、1996年11月3日）[17]
- 『松本零士と毛利衛の宇宙ロマン展「火星への旅」』（日本科学未来館、2002年7月24日～9月23日） - 軌道エレベータで地球を出発し火星到着をめざすという展示内容の設定・ストーリーに関与[52]。
  - 『宇宙生活を語る』（日本科学未来館、2002年7月7日） - 『宇宙ロマン展』のプレイベント。金子は「エレベータで宇宙に行ける時代」と題し、静止衛星軌道まで昇る軌道エレベータの実現性について講演[53][54]。イラストを描いたのは長谷川正治と小林伸光[55]。
  - 『カーボンナノチューブの世界――宇宙構造材料としての可能性』（日本科学未来館、2002年9月23日） - 『宇宙ロマン展』関連イベント。講演者は飯島澄男で、金子はゲストとして参加[56]。
- 「宇宙エレベーターの歴史」JpSEC2008 第1回日本宇宙エレベーター会議（日本科学未来館、2008年11月16日）